# 파리라이크
《파리라이크》(ParisLike)는 예술, 문학, 과학 등의 주제를 다루는 불문과 영문으로 된 온라인 문예, 학술지이다. 알레산드로 머큐리(Alessandro Mercuri)와 박혜준(Haijun Park)에 의해 2011년에 창간되었으며 비평 에세이 및 삽화 에세이, 비디오 인터뷰, 다큐멘터리를 제공한다. 파리라이크 비디오 중에 일부는 도쿄대학(東京大学)과 뉴욕 대학교(New York University)에서 강연과 세미나를 통해 상영, 발표되었으며 프랑스 현대예술기금기관 FRAC (Languedoc-Roussillon), 국립 파리 정치 대학교의 프랑스 정치연구소(CEVIPOF), Documents d'artistes와 프랑스 국립 보건의학 연구소 INSERM의 자료 콜렉션으로 채택되었다. 정치 풍자 에세이 “Monsieur Ces Maintenants”은 《Éditions Gallimard》에서 출판하는 문예 계간 총서 ‘L'Infini’(랑피니) 2013년 122호에 재게재되었다.

## 파리라이크 초청 인사(人士)와 비디오 인터뷰
《뤽 물레가 말하는 영화》(Le cinéma selon Luc)_(33분, 2012) 누벨 바그의 영화감독이자 작가, 평론가인 뤽 물레(Luc Moullet)는 비극과 익살극 간의 관계, 그리고 그가 매료된 ‘0도(zero degree)’의 미학(美學)에 대하여 말한다.
《광기의 UFO》(UFO en FOLIE)_(19분, 2011) 과학사회학자, 인류학자로서 2010년 백남준아트센터 국제예술상과 2013 Holberg Prize를 수상한 브뤼노 라투르(Bruno Latour)는 20세기 신화적 사물, 숭배 대상으로 등장한 UFO 현상과 아케이로포이에토스(acheiropoietos)의 개념 등에 대한 안목을 제시한다.
《전기 해마체(海馬體)》(L'hippocampe électrique_26분) 예헤즈켈 벤-아리(Yehezkel Ben-Ari)는 신경생물학자로서 자신의 연구 과정에서 발견하게 되는 과학적 개념 및 인식론적 접근에 관하여 말한다. 신경전달물질 감마-아미노부티르산(GABA) 기능에 관한 연구로 알려진 그는 2012년 지중해 신경생물학연구소(Institute of Neurobiology of Mediterranean Sea)를 통해 이뇨제 부메타니드(Bumetanide)를 이용한 자폐증 치료의 임상 결과를 내놓아 화제가 되고 있다.
《사드의 사랑》(Un amour de Sade_31분) 프랑스의 작가이자 비평가인 필립 솔레르스(Philippe Sollers)는 2012년 한국 동서문화사에서 출간된 후 한국간행물윤리위원회로부터 음란물로 규정되어 판매 금지 조치를 받았던 마르키 드 사드(Marquis de Sade)의 소설《소돔의 120일》에 대해 그의 견해를 밝히며 사드를 재조명한다.
《신내림과 샤머니즘》(Possession et chamanisme_62분) 프랑스의 인류학자이자 민속학자 베르트랑 앨 (Bertrand Hell)은 현대사회와 샤머니즘의 관계, 그 열역학적인 관점을 기술한다.
《내실로 피신한 프랑스》(La France dans le boudoir_24 minutes) 파리 정치 대학교(Sciences Po)의 프랑스 정치 연구소(CEVIPOF)의 학장이며 정치학자인 파스칼 페리누(Pascal Perrineau)는 21세기 프랑스인들의 정치 심리를 냉철하게 분석한다.

## 퍼포먼스 비디오
《36번의 일련(一連)》(36 Enfilades)_(37분, 2012) 환경적 사운드 (Soundscape) 레코딩의 선구자이며 전기음향음악으로 아방가르드 현대음악을 이끌어 온 프랑스의 작곡가 뤽 페라리 (Luc Ferrari)의 작품 중 Collection de petites pièces ou 36 Enfilades pour piano et magnétophone (1985)을 피아니스트 미쉘 모르헤 (Michel Maurer)가 연주한다. 또한, 미쉘 모르헤는 연주가로서 뤽 페라리 (Luc Ferrari)의 의도를 이해하는 매개체이자 연주 설명서인 작곡가의 노트를 낭독, 그에 대한 자신의 해석을 말한다.
《나선형의 잔재》(Spiral Dregs_34분) 프랑스의 즉흥 음악가 에릭켐(eRikm)의 턴테이블 퍼포먼스와 그의 실험적 작업에 관한 인터뷰.

## 서면 인터뷰
《이유 있는 반항》(Rebel With a Cause) 미국의 사회학자이며 비평가, 그리고 Sexual Personae Sex, Art and American Culture,  Vamps and Tramps,  Glittering Images 등의 저자, 카밀 팔리아(Camille Paglia)는 서양문화가 이례적으로 해결하지 못한 고대 이교도와 유대-기독교 사이에 놓인 모순과 그 사회적 여파에 관한 견해를 밝힌다.
《진흙의 손으로 빚어진 신화》(Un mythe aux mains d'argile) 프랑스의 동양학자 장 레비(Jean Levi)는 단독 인터뷰를 통해 “중국 테라코타 병마용갱(兵馬俑坑)은 모조품이다.”라고 주장하며 그에 관한 근거를 기술한다.